# Kleinbösingen
Kleinbösingen ist eine politische Gemeinde im Seebezirk (französisch: District du Lac) des Kantons Freiburg in der Schweiz. Der französische Name der Gemeinde lautet Petit-Basens.

## Geographie
Kleinbösingen liegt auf 509 m ü. M., 3 km westsüdwestlich von Laupen und 10 km nordnordöstlich der Kantonshauptstadt Freiburg (Luftlinie). Das Haufendorf erstreckt sich leicht erhöht am westlichen Talrand der Saane, im nördlichen Freiburger Mittelland.
Die Fläche des 3,0 km² grossen Gemeindegebiets umfasst einen Abschnitt der vom eiszeitlichen Rhonegletscher überformten Molassehöhen zwischen dem Murtensee und dem Saanetal. Die südöstliche Grenze verläuft entlang des kanalisierten und begradigten Flusslaufs der Saane. Im Süden gehört ein Teil der Staumauer des Schiffenensees sowie ein ganz kleiner Anteil des Sees zu Kleinbösingen. Von der Saane erstreckt sich der Gemeindeboden nach Westen über eine bis zu 500 m breite flache Talniederung (mit dem Naturschutzgebiet Auried) auf die angrenzenden Molassehöhen mit den Plateaus von Grueneburg und Feldmatt. Die nördliche Begrenzung bildet der Waldrand zum bernischen Röseliwald. Auf dem Müllerholz wird mit 600 m ü. M. der höchste Punkt von Kleinbösingen erreicht. Von der Gemeindefläche entfielen 1997 7 % auf Siedlungen, 21 % auf Wald und Gehölze, 68 % auf Landwirtschaft, und etwas mehr als 4 % waren unproduktives Land.
Zu Kleinbösingen gehören die Siedlungen Grueneburg (562 m ü. M.) auf einem Plateau am Südostfuss der Waldhöhe des Müllerholzes und Riedacher (540 m ü. M.) am westlichen Talhang der Saane sowie einige Einzelhöfe. Nachbargemeinden von Kleinbösingen sind Gurmels, Düdingen und Bösingen im Kanton Freiburg sowie Kriechenwil im Kanton Bern.

## Bevölkerung
Mit 705 Einwohnern (Stand 31. Dezember 2023) gehört Kleinbösingen zu den kleineren Gemeinden des Kantons Freiburg. Von den Bewohnern sind 94,9 % deutschsprachig, 3,0 % französischsprachig, und 1,2 % sprechen Italienisch (Stand 2000). Die Bevölkerungszahl von Kleinbösingen belief sich 1900 auf 256 Einwohner. Im Verlauf des 20. Jahrhunderts pendelte die Bevölkerungszahl im Bereich zwischen 230 und 270 Einwohnern. Erst seit 1980 (231 Einwohner) wurde ein deutliches Bevölkerungswachstum mit einer Verdoppelung der Einwohnerzahl innerhalb von 20 Jahren verzeichnet.

## Wirtschaft
Kleinbösingen war bis in die zweite Hälfte des 20. Jahrhunderts ein vorwiegend durch die Landwirtschaft geprägtes Dorf. Noch heute haben der Ackerbau, der Obstbau und die Viehzucht einen gewissen Stellenwert in der Erwerbsstruktur der Bevölkerung. Weitere Arbeitsplätze sind im lokalen Kleingewerbe und im Dienstleistungssektor vorhanden, unter anderem in einem Betrieb des Metallbaus, im Elektrizitätswerk des Stausees Schiffenen, im Baugewerbe, in einer Schreinerei sowie einem national tätigen IT-/CE-Internetversandhandel. Bis Ende des 19. Jahrhunderts wurde in Steinbrüchen unterhalb der Staumauer des heutigen Schiffenensees Sandstein abgebaut. Ehemalige Kiesgruben im Saanetal wurden renaturiert und bilden heute das Naturschutzgebiet Auried. In den letzten Jahrzehnten hat sich das Dorf auch zu einer Wohngemeinde entwickelt. Viele Erwerbstätige sind deshalb Wegpendler, die hauptsächlich in den Regionen Laupen, Freiburg und Bern arbeiten.

## Verkehr
Die Gemeinde liegt abseits der grösseren Durchgangsstrassen an einer Verbindungsstrasse von Düdingen nach Murten. Der nächste Anschluss an die Autobahn A12 (Bern-Vevey) befindet sich in Düdingen, rund 7 km vom Ortskern entfernt. Durch den Postautokurs, der von Düdingen nach Kerzers führt, ist Kleinbösingen an das Netz des öffentlichen Verkehrs angebunden.
Durch den Fahrplanwechsel im Dezember 2008 ist Kleinbösingen durch eine Busverbindung im Halbstundentakt mit Düdingen und Gurmels verbunden. Ab Gurmels führen zudem Linien nach Courtepin, Murten und Kerzers. Mit dem Auto in 10 Minuten erreichbar ist der Bahnhof Gümmenen. Von hier geht es mit der Bahn im Halbstundentakt in 15 Minuten nach Bern.

## Geschichte
Kleinbösingen war im Mittelalter Teil des Besitzes der Grafen von Thierstein. 1442 kam das Dorf durch Kauf unter die Herrschaft von Freiburg und gehörte fortan zur Alten Landschaft (Spitalpanner). Nach dem Zusammenbruch des Ancien Régime (1798) gehörte Kleinbösingen während der Helvetik und der darauf folgenden Zeit zum Distrikt Freiburg und ab 1831 zum Deutschen Bezirk Freiburg, bevor es 1848 mit der neuen Kantonsverfassung in den Seebezirk eingegliedert wurde. Von 1883 bis 1982 besass Kleinbösingen eine gemeinsame Verwaltung mit der jenseits des Röseliwaldes liegenden Gemeinde Liebistorf (heute nach Gurmels eingemeindet).
Zu Beginn des 20. Jahrhunderts gab es verschiedene Projekte, die meisten Ortschaften im Kanton Freiburg mit Eisenbahnen zu verbinden. Unter anderem existierte ein Projekt, das es allerdings nicht über das Ideenstadium hinaus schaffte, eine Bahnlinie Kerzers – Gurmels – Ueberstorf anzulegen. Diese Bahnlinie wäre bei Kleinbösingen über eine Brücke verlaufen und hätte damit Kleinbösingen an den Bahnverkehr angeschlossen.

## Naturschutzgebiet Auried
In Kleinbösingen befindet sich auf einer Fläche von knapp 28 ha das Auried, ein Amphibienlaichgebiet von nationaler Bedeutung.
Im Gebiet gut vertreten sind der Grasfrosch (Rana temporaria), der Grünfrosch (Pelphylax sp.), die Erdkröte (Bufo bufo) sowie der Teichmolch (Lissotriton vulgaris), der Fadenmolch (Lissotriton helveticus) und der Bergmolch (Ichthyosaura alpestris); mittelmässig vertreten ist noch der Nördliche Kammmolch. Der Europäische Laubfrosch konnte 2017 nicht mehr zweifelsfrei beobachtet werden. Nach Aebischer lebte der Kammmolch 1998 ausser am Neuenburgersee noch an vier Standorten im Kanton, dazu gehörte das Auried, das er damals als das Gebiet mit der wohl grössten Kammmolchpopulation der Schweiz bezeichnet hatte.

## Sport
In Kleinbösingen hat der Schiesssport 300 Meter einen traditionell sehr hohen Stellenwert. Besonders seit dem Jahr 2000 konnte die Schützengesellschaft SG Liebistorf – Kleinbösingen – Wallenbuch auf nationaler Ebene bedeutsame Erfolge feiern. Unter anderem Schweizermeistertitel in der Elite und Jungschützen Gruppenmeisterschaft, Einzelsieger am Eidgenössischen Schützenfest 2005 sowie mehrere Kantonalmeistertitel und Erfolge an Historischen Schiessanlässen.

## Kultur
Die Kulturkommission der Gemeinde organisiert jedes Jahr verschiedenste Anlässe für die Bürger.